# DisneyNOW
 DisneyNOW fue una aplicación de TV Everywhere para Disney Channel, Disney Junior y Disney XD. Se lanzó el 29 de septiembre de 2017, reemplazando las aplicaciones individuales "Watch" que se lanzaron originalmente para estas redes en 2012, así como los respectivos sitios web oficiales de las redes.

## Historia
Disney lanzó por primera vez los servicios de TV Everywhere para Disney Channel, Disney Junior y Disney XD en junio de 2012, las aplicaciones "Watch", como parte de los nuevos acuerdos de transmisión con Comcast Xfinity que incluían derechos digitales de la programación de los canales de cable de Disney a través de streaming.
En febrero de 2017, durante las presentaciones upfronts para sus canales infantiles, Disney anunció que las aplicaciones individuales Watch Disney Channel, Watch Disney Junior y Watch Disney XD serían reemplazadas por un nuevo servicio conocido como DisneyNOW. El nuevo servicio combina el contenido de los tres servicios, junto con Radio Disney, en una biblioteca unificada. La nueva aplicación también incluye juegos basados en programas de los tres canales, un sistema de perfil y controles parentales que pueden bloquear la aplicación solo para Disney Junior. Las nuevas aplicaciones se lanzaron a fines de septiembre de 2017 para Android, iOS, Apple TV y Roku. Las versiones web, Android TV y Amazon Fire TV se lanzaron en 2018. El 1 de diciembre de 2018, la serie animada china Stitch & Ai, un spin-off de la franquicia Lilo & Stitch que se emitió originalmente en 2017, hizo su debut en Estados Unidos en DisneyNow, con doce de los trece episodios de la serie lanzados en el servicio.
Con el lanzamiento del nuevo servicio de transmisión por suscripción Disney+ el 12 de noviembre de 2019, Disney comenzó a trasladar el contenido de su biblioteca de DisneyNow a Disney+ para fomentar las suscripciones al servicio.
El 23 de agosto de 2024, Disney comenzó a notificar a sus socios de transmisión que descontinuaría las aplicaciones móviles y de reproducción de medios digitales para DisneyNow, junto con ABC, Freeform, FX y National Geographic, a partir del 23 de septiembre. Sin embargo, el contenido de TV Everywhere seguiría disponible a través de sus respectivos sitios web para dirigir a los espectadores hacia Disney+ y Hulu. Los juegos fueron posteriormente eliminados del sitio web de DisneyNOW el 14 de noviembre.